# بیگ جو ترنر
بیگ جو ترنر (انگلیسی: Big Joe Turner؛ ۱۸ مهٔ ۱۹۱۱ – ۲۴ نوامبر ۱۹۸۵) یک موسیقی‌دان اهل ایالات متحده آمریکا بود.